# ニード・フォー・スピード プロストリート
『ニード・フォー・スピード プロストリート』 (Need for Speed: ProStreet) 略称NFSPSは、EA Black Boxが開発し、エレクトロニック・アーツが販売するレースゲーム。米国では2007年11月13日に発売。日本では2008年1月31日発売。

また、原因不明ではあるが、Xbox 360版のみ発売が3月19日に延期されている。

## 概要
今作ではNFSシリーズの特徴だったアーケードスタイルではなく、グランツーリスモのようなレースシミュレーションに近くなり、今までのシリーズとは異なる方向性のゲームとなった。
今作にはダメージ表現があり接触・衝突をするとダメージが蓄積され、最終的には走行不能になる。
前作とは異なり、全レースはクローズドサーキットにて行われ、一般車両や警察車両は一切登場しない。また現実的なパフォーマンスチューニングがゲームプレイの大半を占める。
Autosculpt（パーツのモーフィング機能）はカーボンから引き継がれる。
Autosculptで変更したパーツがどの位パフォーマンスに影響を与えるか風洞を通して試す事が可能。
（なおwii版・ｐｓ２版・ｐｓｐ版では風洞が表示されない）

## ダウンロードコンテンツ
- コレクターズ・エディション

5台のマシンAcura Integra LS、Acura NSX、Lexus IS350、Audi RS4とPontiac Solstice GXPが追加される。
価格は800MSP(マイクロソフトポイント)。
- Extender Pack

Car Bundle #1はDodge Challenger Concept, Lancia Delta Integrale Evo, Porsche 911 GT3 RS, Lamborghini Gallardo Superleggera, Porsche Carrera GTとAston Martin DBR9。
Car Bundle #2はHonda S2000, Porsche 911 GT3, Audi R8, Aston Martin DB9, Mercedes-Benz SL65 AMGとKoeniggsigg CCXが追加される。
価格は各480MSP(マイクロソフトポイント)。

## ゲームモード
| グリップ           | 前作までのサーキットレース(ストリート)に相当する周回レース。 |
| グリップ           | PSP版、PS2版、Wii版には無いが、性能別でAとBの二つのクラスに分けられ二つのクラスが同時にレースを行うが、全てのクラスの車両と競うのではなく自分と同じクラスになった車両のみと競うグリップレース。 |
| グリップ           | コースが4つのセクター（区画）に分けられており、セクターの記録を破る事によって得られるポイントで競う。 |
| グリップ           | 周回タイムがカウントされ一番早いタイムを競う。 |
| スピードチャレンジ | 初代NFSのような長い直線コースを使い、ゴール地点まで走りフィニッシュラインを一番早く通過した車が勝者となるレース。高速で走行するので路面の状況に注意を払わなければ、起伏や凹凸などで姿勢を崩し横転やコースアウトすることもある。前作までのスプリントレースに相当。 |
| スピードチャレンジ | コース上に複数カ所用意されている速度計測ポイントでの通過速度を競う。ゴール時の順位は勝敗関係なく、速度計測の合計が最も高いドライバーの勝利となる。前作までのスピードトラップに相当。 |
| ドラッグ           | 1/4マイル（400m）もしくは1/2マイル（800m）の短い直線コースのタイムを競う。スタート前にはバーンアウトを行う事で、スタート時のパーフェクトシフトゾーンを広げることが出来る。スタート時は前作までとは異なり自分でニュートラルから1速までギアシフトしなければならないが、ギアシフトが早すぎるとフォールススタート(フライングスタート)になってしまう。前作までとは異なり進路の調整は自分で行わなければならない。 |
| ドラッグ           | 車をウィリー走行させ前輪が上がっていた距離で競う。FFなどの性能の低い車両でも出場する事は出来るが、後輪駆動、ある程度パワーが無いとウィリーすることは出来ない。ショウダウンキングであるリョウ・ワタナベのマシンの三菱・ランサーエボリューションXは4WDなのにウィリーコンペに出場し、体勢を崩しクラッシュすることがある。                                                                                      |
| ドリフト           | ドリフト走行し車両が滑っている時に増えていく点数を競う。高い点数を記録するには速度と角度と長さが重要になる。前作までとは異なりFF、AWDの車は出場できないが、何故かショウダウンキングであるリョウ・ワタナベのマシンの三菱・ランサーエボリューションXは、4WDなのにドリフトバトルに参加、高スコアを出している。                                                                                                 |

## 登場人物
ライアン・クーパー
主人公。プレイヤーでありこのゲームで操作する人物。初期車種は日産・240SX。フルフェイスヘルメットを常に被っているため素顔は一切映らない。元ストリートレーサー。
リョウ・ワタナベ
レース界において様々な記録を打ち立て、「ショウダウンキング」の称号を持つ日本人レーサー。愛車は三菱・ランサーエボリューションX。チーム「Apex Glide」のリーダー。
日本語版では小杉十郎太が吹き替えを担当している。
レイ・クリーガー
「グリップキング」の称号を持つレーサー。愛車はBMW・M3 E92。チーム「Grip Runners」のリーダー。姿は一切登場しない。
ネイト・デンバー
「スピードキング」の称号を持つレーサー。愛車は1965年ポンティアック・GTO。チーム「Boxcut」のリーダー。姿は一切登場しない。
キャロル・モンロー
「ドラッグキング」の称号を持つ女性レーサー。愛車は2006年型フォード・マスタング。チーム「After Mix」のリーダー。姿は一切登場しない。
アキ・キムラ
「ドリフトキング」の称号を持つ日本人レーサー。愛車はマツダ・RX-7。チーム「Touge Union」のリーダー。姿は一切登場しない。後にニード・フォー・スピード ペイバックにも登場する。
ビッグジェイ
イベント「バトル・マシーン」・「ノイズボム」の担当MC。
ロジャー・エヴァンス
イベント「リアクト チームセッションス」・「Gエフェクト」の担当MC。
Jマック
イベント「スーパープロモーション/ショウダウン」・「ニトロサイド」・「ローグスピード」の担当MC。

## 登場車両
車の性能表示は今までのバー表示ではなく、最高時速、駆動方式、馬力、トルクといった詳しい性能が数値化されて表示される。
一部の車はPS3・Xbox 360・PCのダウンロードコンテンツで使用可能となる。なおダウンロードコンテンツの車は実質タダである。
- Acura Integra LS (2001年)/Collector's Edition
- Acura Integra Type R (1999年)
- Acura NSX (2005年)/Collector's Edition
- Acura RSX (2006年)
- Aston Martin DB9 (2006年)/Extender Pack Premium Car Bundle
- Aston Martin DBR9 (2005年)/Extender Pack Premium Car Bundle
- Audi R8 (2007年)/Extender Pack Premium Car Bundle
- Audi RS4 (2006年)/Collector's Edition
- Audi S3 (2007年)
- Audi S4 (2006年)
- Audi TT 3.2 Quattro (2007年)
- BMW M3 E46 (2003年)
- BMW M3 E92 (2007年)
- BMW Z4 M Coupe (2007年)
- Bugatti Veyron 16.4 (2006年)
- Cadillac CTS-V (2006年)
- Chevrolet Camaro Concept (2006年)
- Chevrolet Camaro SS (1967年)
- Chevrolet Chevelle SS 454 (1970年)
- Chevrolet Cobalt SS (2006年)
- Chevrolet Corvette (1967年)
- Chevrolet Corvette C6 (2005年)
- Chevrolet Corvette Z06 (2006年)
- Dodge Challenger Concept (2008年)/Extender Pack Premium Car Bundle
- Dodge Challenger R/T (1971年)
- Dodge Charger R/T (1969年)
- Dodge Viper SRT-10 (2006年)
- Ford Escort RS Cosworth (1996年)
- Ford Focus ST (2005年)
- Ford GT (2006年)
- Ford Mustang GT (2003年)
- Ford Mustang GT (2006年)
- Shelby GT500 (2006年)
- Honda Civic (1999年)
- Honda Civic Si (2006年)
- Honda S2000 (2003年)/Extender Pack Premium Car Bundle
- Infiniti G35 (2003年)
- Koenigsegg CCX (2006年)/Extender Pack Premium Car Bundle
- Lamborghini Gallardo Superleggera (2007年)/Extender Pack Premium Car Bundle
- Lamborghini Murcielago LP640 (2006年)
- Lancia Delta Integrale Evo (1991年)/Extender Pack Premium Car Bundle
- Lexus IS350 (2006年)/Collector's Edition
- Lotus Elise (2006年)
- Mazda RX-7 (1995年)
- Mazda RX-8 (2006年)
- Mazda Mazdaspeed Axela (2006年)
- McLaren F1 (1998年)
- Mercedes-Benz SL65 AMG (2004年)/Extender Pack Premium Car Bundle
- Mitsubishi Eclipse (1999年)
- Mitsubishi Lancer Evolution IX MR (2006年)
- Mitsubishi Lancer Evolution X (2007年)
- Nissan 240SX (1989年)
- Nissan 350Z (2006年)
- Nissan R35 GT-R (2007年)
- Nissan R35 GT-R PROTO (2005年)
- Nissan Silvia S15 (1999年)
- Nissan Skyline GT-R R34 (1999年)
- Pagani Zonda F (2006年)
- Plymouth Hemi Cuda (1970年)
- Plymouth Road Runner (1968年)
- Pontiac GTO (1965年)
- Pontiac GTO (2006年)
- Pontiac Solstice GXP (2006年)/Collector's Edition
- Porsche 911 GT2 (2008年)
- Porsche 911 GT3 (2007年)/Extender Pack Premium Car Bundle
- Porsche 911 GT3 RS (2007年)/Extender Pack Premium Car Bundle
- Porsche 911 Turbo (2006年)
- Porsche Carrera GT (2006年)/Extender Pack Premium Car Bundle
- Porsche Cayman S (2006年)
- Shelby GT500 (1967年)
- Seat Leon Cupra (2005年)
- Subaru Impreza WRX STi (2006年)
- Toyota Corolla GTS AE86 (1986年)
- Toyota Supra RZ (1998年)
- Volkswagen Golf R32 (2006年)
- Volkswagen Golf GTI (2006年)

## レーストラック
一部のコースはPS3・Xbox 360・PCのダウンロードコンテンツで使用可能となる。
- Autobahnring
- Autopolis
- Ebisu
- Chicago Airfield
- Infineon
- Leipzig/DLパックで追加
- Mondello Park
- Nevada Highway
- Portland International Raceway
- Texas World Speedway
- Tokyo Dockyard
- Tokyo Expressway/DLパックで追加
- Willow Springs

## EA TRAX
1. Peaches - Boys Wanna Be Her (Tommie Sunshine's Brooklyn Fire Retouch)
2. Chromeo - Fancy Footwork (Guns ‘N Bombs Remix)
3. Yelle - A Cause Des Garcons (Riot In Belgium Remix)
4. Junkie XL - Bezel
5. Junkie XL feat. Lauren Rocket - More (Junk O Flamenco Remix)
6. CSS - Odio Odio Odio Sorry C
7. We Are Wolves - Fight And Kiss
8. Foreign Islands - We Know You Know It
9. Neon Plastix - On Fire
10. Junkie XL feat. Lauren Rocket - More (Junk O Punk Remix)
11. Junkie XL - Decalomainia
12. The Toxic Avenger - Escape (Bloody Beetroots Remix)
13. UNKLE - Restless feat. Josh Homme
14. MSTRKRFT - Neon Knights
15. Datarock - I Used To Dance With My Daddy (Karma Harvest Mix)
16. Plan B - No Good (Chase & Status and Benni G Remix)
17. Wiley - Bow E3
18. Junkie XL - Castellated Nut
19. Dude 'N Nem - Watch My Feet
20. Plan B - More Is Enough feat. Epic Man
21. Airbourne - Blackjack
22. Avenged Sevenfold -  Almost Easy
23. Clutch - Power Player
24. Year Long Disaster - Leda Atomica
25. Junkie XL feat. Lauren Rocket - More (Junk O Rock Remix)
26. Bloc Party - Prayer (Does It Offend You, Yeah? Remix)
27. Digitalism - Pogo
28. The Rapture - The Sound
29. Klaxons - Atlantis To Interzone
30. DÚNÉ - A Blast Beat
31. The Horrors - Draw Japan
32. Yeah Yeah Yeahs - Kiss Kiss
33. The Faint - Dropkick The Punks
34. TV On The Radio - Wolf Like Me
35. Smallwhitelight - Spite
36. Junkie XL - Brake Pipe and Hose
37. Junkie XL feat. Lauren Rocket - More